# Giambattista Benedetti

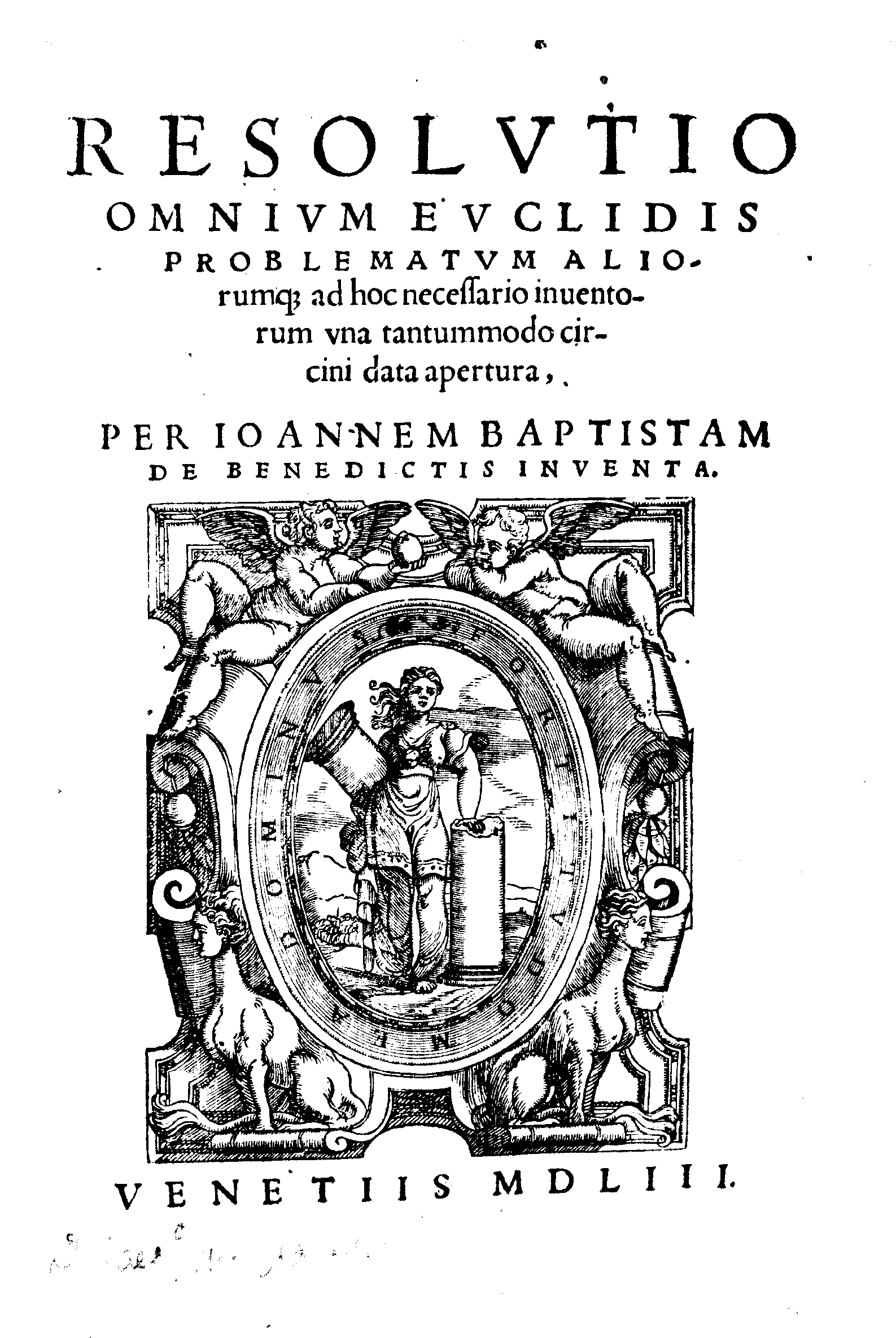
Resolutio omnium Euclidis problematum, 1553

Giovanni Battista Benedetti (sau Giambattista Benedetti, n. 14 august 1530 - d. 20 ianuarie 1590) a fost un matematician, inginer și filozof italian, care a avut preocupări în domenii diverse ca: fizică, mecanică, muzică.
Încă din tinerețe și-a manifestat talentul deosebit.
A trăit în Veneția și a fost în serviciul ducelui de Savoia.

## Contribuții
A studiat rezolvarea ecuațiilor de gradul al II-lea în spiritul geometriei antice.
A studiat construcția unui patrulater când sunt date cele patru laturi.
A creat multe demonstrații dinamice în matematică, iar ca fizician a jucat un important rol istoric.
Criticând dinamica lui Aristotel și examinând critic ideile școlii de statică a lui Jordanus Nemorarius, a manifestat o clară gândire independentă, originală în domeniul științelor exacte.
Astfel, în domeniul fizicii, a descoperit principiul echilibrului hidrostatic, a generalizat noțiunea de moment al forței și a elaborat criteriul stabilității pârghiei.
A studiat teoria compunerii forțelor, mișcarea proiectilelor, căderea unui corp greu, principiul de echilibru al vaselor comunicante, devenind astfel precursorul lui Blaise Pascal și al lui Galileo Galilei.

## Scrieri
- De resolutione omnium Euclidis problematum aliorumque una tantumodo circuli data apertura (Veneția, 1553)
- Diversarum speculationum mathematicarum et physicarum liber (Torino, 1585).

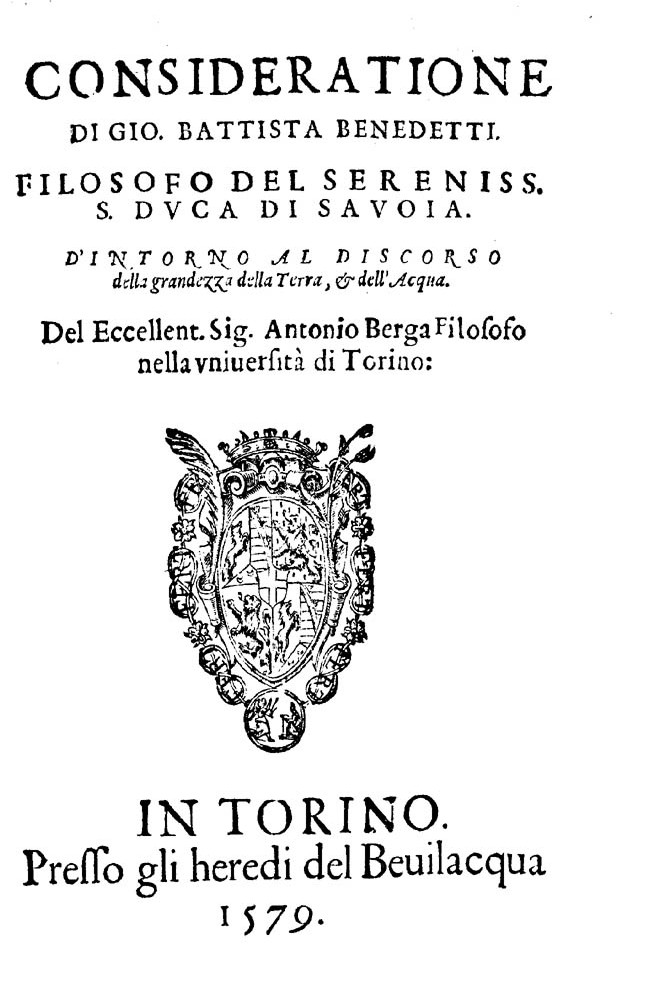
Consideratione d'intorno al discorso della grandezza della terra, e dell'acqua, 1579